# Frank McLaughlin
Frank Joseph McLaughlin (Toronto, 15 de abril de 1960) é um velejador canadense, medalhista olímpico. Ele competiu nos Jogos Olímpicos de Verão de 1988 na classe Flying Dutchman e conquistou a medalha de bronze, ao lado de John Millen.
Frank e Martin ganharam a medalha de bronze na classe 470 nos Jogos Pan-Americanos de 1983 em Caracas, Venezuela. O pai de Frank, Paul, foi duas vezes atleta olímpico e representou o Canadá na classe Firefly nas Olimpíadas de 1948 em Torquay, Inglaterra, e na classe Finn nas Olimpíadas de 1952 em Helsinque. Em 1988, McLaughlin formou-se em Direito pela Universidade de Toronto.